# Bahnhof Bayerisch Eisenstein / Železná Ruda-Alžbětín
| Bayerisch Eisenstein Železná Ruda-Alžbětín                                                            |                                                   |
| Bahnhof mit tschechischer Hälfte im Vordergrund                                                       |                                                   |
| Daten                                                                                                 |                                                   |
| Betriebsstellenart                                                                                    | Bahnhof                                           |
| Bauform                                                                                               | Durchgangsbahnhof                                 |
| Bahnsteiggleise                                                                                       | 4                                                 |
| Abkürzung                                                                                             | NBEI (DB)                                         |
| IBNR                                                                                                  | 8000830                                           |
| Preisklasse                                                                                           | 6                                                 |
| Eröffnung                                                                                             | 20. Oktober 1877                                  |
| Webadresse                                                                                            | Stationssteckbrief der BEG Stationsdetails der ČD |
| Profil auf Bahnhof.de                                                                                 | Bayerisch-Eisenstein-1035692                      |
| Lage                                                                                                  |                                                   |
| Stadt/Gemeinde                                                                                        | Bayerisch Eisenstein, Železná Ruda                |
| Land (Deutschland)                                                                                    | Bayern                                            |
| Region (Tschechien)                                                                                   | Plzeňský kraj                                     |
| Staat                                                                                                 | Deutschland und Tschechien                        |
| Koordinaten                                                                                           | 49° 7′ 18,4″ N, 13° 12′ 32,5″ O                   |
| Höhe (SO)                                                                                             | 722 m ü. NHN                                      |
| Eisenbahnstrecken                                                                                     |                                                   |
| - Landshut (Bay) Hbf–Bayerisch Eisenstein (km 134,560) - Železná Ruda-Alžbětín–Plzeň hl.n. (km 0,000) |                                                   |

Der Bahnhof Bayerisch Eisenstein / Železná Ruda-Alžbětín ist eine Betriebsstelle der Bahnstrecken Landshut–Bayerisch Eisenstein und Železná Ruda-Alžbětín–Plzeň. Bayerisch Eisenstein / Železná Ruda-Alžbětín ist Grenzbahnhof zwischen Deutschland und Tschechien.

## Geografische Lage
Der Bahnhof verbindet die von der Bayerischen Ostbahn 1874 begonnene und von den Königlich Bayerischen Staats-Eisenbahnen vollendete Bayerische Waldbahn Plattling–Bayerisch Eisenstein und die von der Eisenbahn Pilsen–Priesen(–Komotau) erbaute Bahnstrecke Pilsen–Markt Eisenstein (heute: Železná Ruda). Die Staatsgrenze zwischen Deutschland und Tschechien verläuft quer durch die Gleisanlagen und das Empfangsgebäude. So hat der Bahnhof zwei Postanschriften: Bahnhofstraße 54, Bayerisch Eisenstein und Debrník 30, Železná Ruda.

## Aufbau
Die Gleisanlage des Bahnhofs hat drei Teile:
- Im Westen befindet sich das ehemalige Bahnbetriebswerk mit Drehscheibe, das dem Bayerischen Localbahnverein als Museum dient.
- Südlich des Empfangsgebäudes befinden sich die Bahnsteige des Personenbahnhofs.

Gleis 1 am Hausbahnsteig ist außer Betrieb.
Auf deutscher Seite wird lediglich noch Gleis 2 am Mittelbahnsteig fahrplanmäßig angefahren und auch für grenzüberschreitende Züge genutzt.
Auf tschechischer Seite sind Gleise 4 am Mittelbahnsteig und 5 und 6 an einem weiteren, nur auf der tschechischen Seite vorhandenen Mittelbahnsteig in Betrieb. Gleis 5 dient als Lokumfahrgleis für tschechische Züge. Dieses Rangiermanöver wird grenzüberschreitend durchgeführt.
- Im Osten des Bahnhofs befinden sich Holzverladegleise.

## Bezeichnung
Ursprünglich hieß der Bahnhof nur Eisenstein, tschechisch Železná Ruda. Ein Jahr nach der Besetzung des Sudetenlandes durch Deutschland erfolgte zum 1. Oktober 1939 die Umbenennung in Bayerisch Eisenstein.
Am 10. Dezember 2006 wurde der tschechische Bahnhofsteil in Železná Ruda-Alžbětín umbenannt, in Abgrenzung zu den beiden zentrumsnäheren Halten centrum (eröffnet November 2007) und město. Diese Benennung spiegelt die Siedlungseinheit zwischen dem Bahnhof und dem direkt angrenzenden Ortsteile Alžbětín (Elisenthal) wieder. Da zwischen diesen jedoch der Fluss Regen fließt liegt der Bahnhof offiziell im Ortsteil Debrník (Deffernik). Dessen Besiedelung liegen jedoch ca. 1,5 km nördlich des Bahnhofes.

## Bau

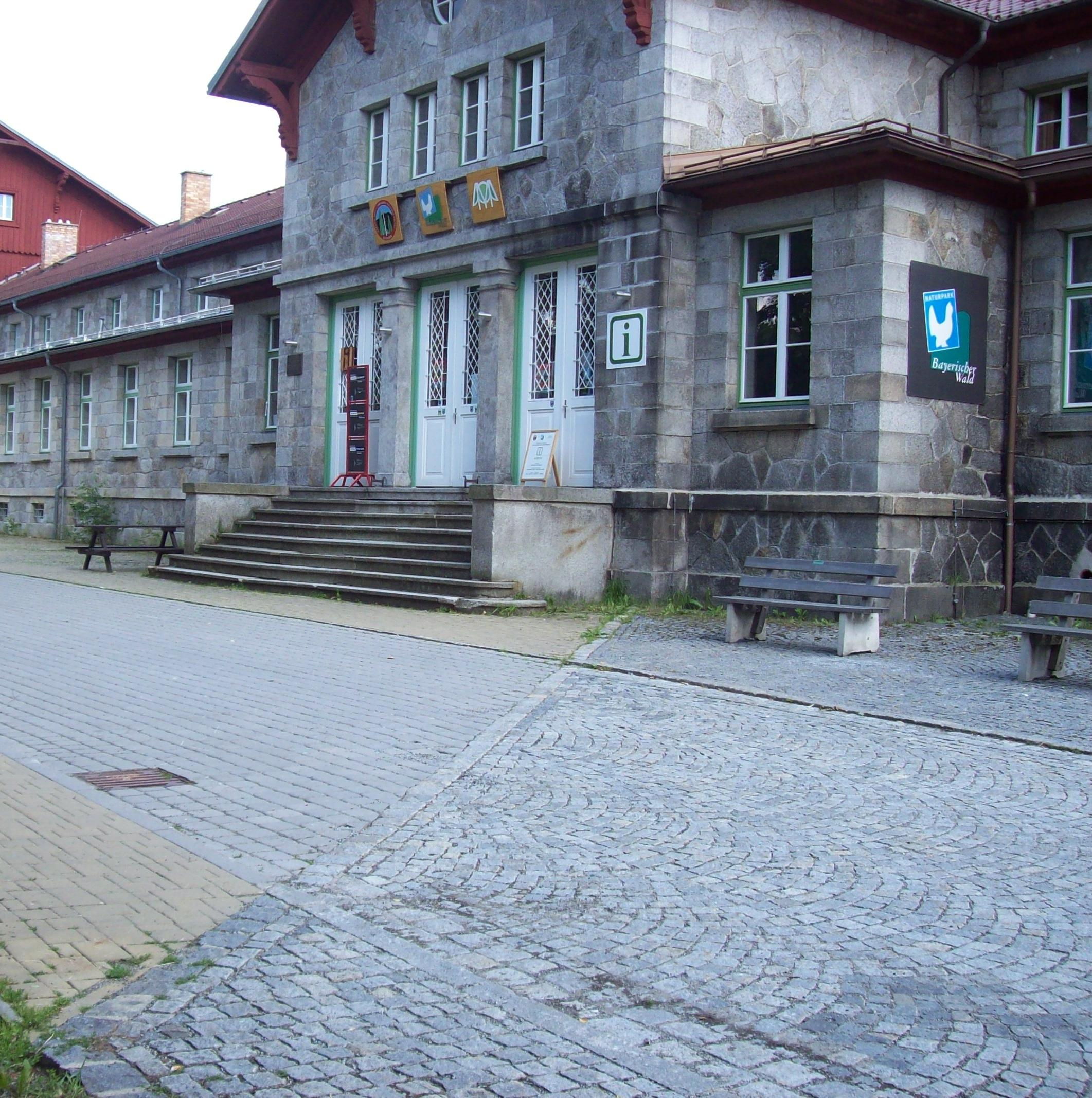
Bahnhofsgebäude mit Grenzlinie auf der Straße

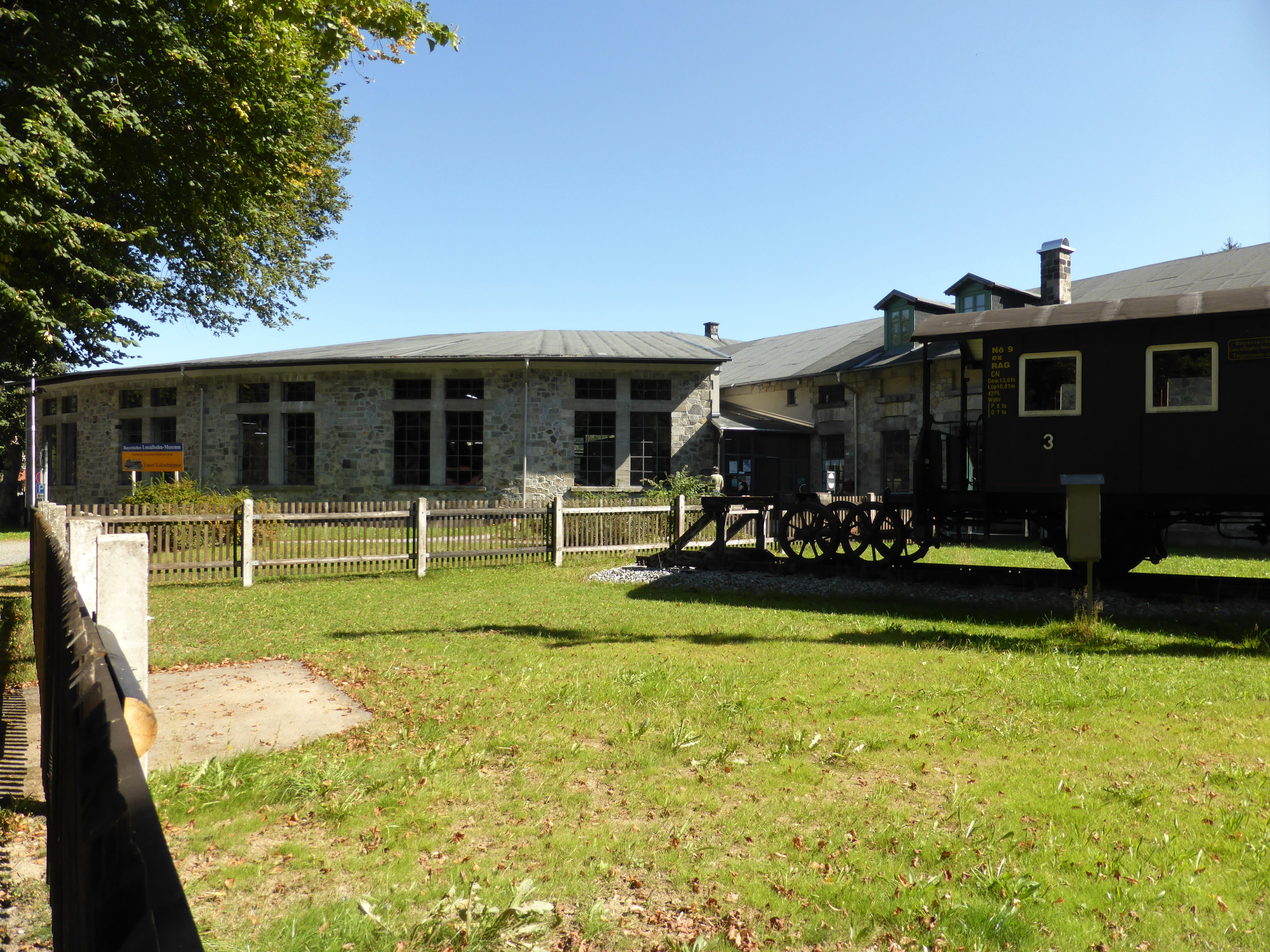
Ringlokschuppen

Der Bahnhof um 1880

### Bahnhofsanlage
Grundlage dieser Bahnverbindung ist der Bayerisch-Österreichische Staatsvertrag vom 30. März 1873. Auf böhmischer Seite baute die Eisenbahn Pilsen–Priesen(–Komotau) das bis zur Grenze fehlende Streckenstück von Neuern her zum Bahnhof Eisenstein und eröffnete es am 20. Oktober 1877. Auf deutscher Seite wurde nach der Verstaatlichung der bayerischen Ostbahngesellschaft zum 10. Mai 1875 die Strecke von der Bayerischen Staatsbahn vollendet und das letzte Streckenstück von Ludwigsthal nach Eisenstein am 15. November 1877 dem Verkehr übergeben.
Erst gegen Ende des Streckenbaus vereinbarten die beiden Bahngesellschaften am 17. Mai 1877 Einzelheiten zu den großen Gleisanlagen für den Übergabebetrieb und für den Bau des sehr großen Empfangsgebäudes. Dazu musste das örtliche Gelände mit über 250.000 m³ Erdreich aufgefüllt und eingeebnet werden. Das Empfangsgebäude wurde mit seinem Mittelteil genau auf der Grenze erbaut. Daran schließt sich auf beiden Seiten jeweils ein Gebäudeflügel der jeweiligen Bahngesellschaft an.

„Der für die Deggendorf-Pilsener Bahn in Eisenstein an der Landesgrenze anzulegende Bahnhof, welcher gleichzeitig als Wechselstation zu dienen hat, wird nach dem von den beiden (bayerischen und österreichischen) Eisenbahn-Verwaltungen vereinbarten Geleise und Situationsplane in der Weise angelegt, daß derselbe mit seiner Mitte die Grenzlinie berührt.“

Die Wartesäle wurden dem damaligen Stil entsprechend sehr repräsentativ gestaltet. Im Wartesaal der 1. Klasse befindet sich die größte erhaltene Kölner Decke.
Fertiggestellt wurde der Bahnhof im Jahr 1878. Auf seiner Südseite wurden westlich des Gleisfelds, das anfangs neun, später elf Gleise hatte, ein siebenständiger Ringlokschuppen mit Drehscheibe und ein zweiständiger Rechteck-Lokomotivschuppen errichtet. Dort stellt heute der Bayerische Localbahn Verein im Bayerischen Localbahnmuseum mehr als 20 Fahrzeuge aus der Lokalbahnzeit aus.

### Empfangsgebäude
Im Jahr 2006 kaufte der Naturpark Bayerischer Wald den deutschen Teil des Empfangsgebäudes. Dieser wurde vom Frühjahr 2010 bis Mitte 2011 für insgesamt 5,14 Millionen Euro grundlegend saniert. Der offizielle Spatenstich erfolgte nach Baubeginn am 10. November 2010. Seit der Sanierung beherbergt er eine Ausstellung über Bahn und Natur. Der tschechische Bahnhofsteil gehört weiterhin der tschechischen staatlichen Infrastrukturverwaltung Správa železnic (SŽ). Die Außensanierung des Gebäudes auf tschechischer Seite wurde 2018 beendet und 2019 das Innere saniert.

## Betrieb

### Bis 1945
Die Bahnstrecke war als die kürzeste Bahnverbindung zwischen Prag und München konzipiert; wegen der starken Steigungen und der engen Bögen vor allem auf böhmischer Seite erlangte sie jedoch nicht die ihr zugedachte Bedeutung. Einen grenzüberschreitenden Zugverkehr hat es bis 2006 nicht gegeben, auch nicht nach der zwangsweisen Angliederung des Sudetenlandes an das Deutsche Reich im Jahre 1938. Nur um die Jahrhundertwende 1900 fuhren für einige Jahre durchgehende Kurswagen München–Prag über die Strecke. Durchgehender Güterverkehr beschränkte sich auf die Region.

### Eiserner Vorhang
Im Kalten Krieg kam der grenzüberschreitende Zugverkehr durch die Errichtung des Eisernen Vorhangs völlig zum Erliegen. Der Personenverkehr endete bereits 1945, der Güterverkehr im September 1953. Die Tschechoslowakei zog einen Drahtzaun quer über die Bahnanlagen, die Gleise wurden unterbrochen. Selbst im Empfangsgebäude wurde die Trennung durch Mauern vollzogen. Tschechoslowakische Personenzüge endeten im einige Kilometer nördlich der Grenze gelegenen Bahnhof Železná Ruda (Markt Eisenstein). Die DB fuhr mit ihren Zügen bis zum Prellbock am Grenzzaun und nutzte die westliche Hälfte des geteilten Empfangsgebäudes. Der Dampfbetrieb der DB bis Bayerisch Eisenstein endete für den Personen- und Güterverkehr in den 1970er Jahren. Es blieben für lange Zeit die Schienenbusse, die später von Diesellokomotiven mit n-Wagen abgelöst wurden.
Siehe auch: Grenzbefestigungen der Tschechoslowakei im Kalten Krieg

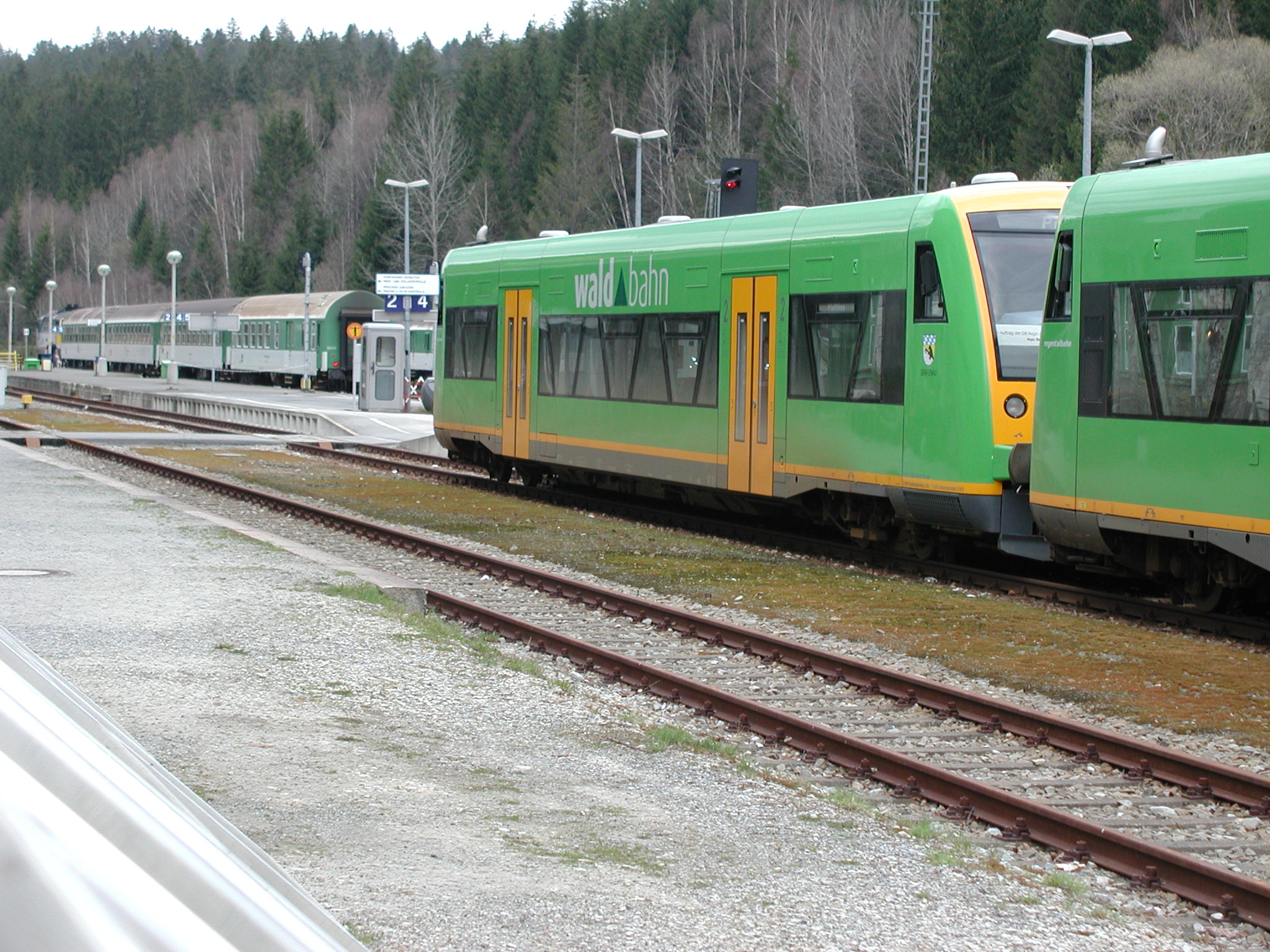
Ein Schnellzug der České dráhy (hinten) wartet auf Fahrgäste der Waldbahn aus Richtung Plattling. (April 2005)

### Nach 1990
Ende 1990 ordnete der Bundesminister für Verkehr, Friedrich Zimmermann, die Wiedereröffnung des Grenzübergangs an, nachdem auch die tschechoslowakische Seite Interesse daran gezeigt hatte. Da die Bahnanlagen nie stillgelegt worden waren, war ein Planfeststellungsbeschluss nicht erforderlich und Bauarbeiten waren nur in geringem Umfang zu erledigen. Die Arbeiten begannen Anfang März 1991. Schon am 2. Juni 1991 wurde der Grenzübergang für den Schienenverkehr wieder geöffnet. Für Rangierfahrten nutzen beide Bahngesellschaften die Gleisanlagen ohne Rücksicht auf den Verlauf der Grenze.
Seither verkehrten die Züge der České dráhy (ČD) nach Klatovy (Klattau) und Plzeň (Pilsen). Nachdem die Signalanlagen des Bahnhofs für den grenzüberschreitenden Verkehr vorbereitet worden waren, fuhren seit 28. Mai 2006 Waldbahn-Regio-Shuttle bis in das sieben Kilometer entfernte Špičák (Spitzberg). Dort bestand Anschluss nach Pilsen. Das Tarifangebot Bayerwald-Ticket wurde auf diesen Fahrten bis nach Špičák erweitert. Die durchfahrenden Züge der Waldbahn bis Špičák wurden im Dezember 2014 wieder eingestellt.
Auf deutscher Seite fahren die Züge der Regentalbahn unter dem Namen Waldbahn von Plattling über Regen und Zwiesel nach Bayerisch Eisenstein. 
Der Bahnhof Bayerisch Eisenstein ist ein Grenztarifpunkt.

### Heutige Verbindungen
| Zuggattung               | Strecke | Taktfrequenz                           | Betreiber   |
| ------------------------ | --- | -------------------------------------- | ----------- |
| RB35                     | Plattling – Deggendorf – Gotteszell – Regen – Zwiesel (Bay) – Bayerisch Eisenstein | Stundentakt                            | Waldbahn    |
| Os                       | Železná Ruda-Alžbětín – Špičák – Janovice nad Úhlavou – Nýrsko – Klatovy (– Plzeň) | 7 Zugpaare täglich (ca. 2-Stundentakt) | České dráhy |
| Sp                       | Železná Ruda-Alžbětín – Špičák – Nýrsko – Klatovy – Švihov u Klatov – Přeštice – Plzeň hlavní nádraží (Zugnr. Sp 1702/1705/1707)                                                                 | ein Zugpaar täglich                    | České dráhy |
| R 16                     | Železná Ruda-Alžbětín – Špičák – Janovice nad Úhlavou – Klatovy – Přeštice – Plzeň hlavní nádraží – Rokycany – Zdice – Beroun – Praha-Smíchov – Praha hlavní nádraží (Zugnr. R 775/776, 763/768) | zwei Zugpaare täglich                  | České dráhy |
| Stand: 13. Dezember 2020 | |                                        |             |

## Sonstiges
2017 wurde der deutsche Teil des Bahnhofs von der Allianz pro Schiene zum Bahnhof des Jahres in der Kategorie Tourismus gewählt. Dies erfolgte insbesondere aufgrund des abgeschlossenen Umbaus durch den heutigen Besitzer des Empfangsgebäudes, den Naturpark Bayerischer Wald, in das Museum NaturparkWelten.